# Assembleia dos Peritos
A Assembleia dos Peritos (em persa: Majlis-e Khobregan) é um órgão do sistema político do Irão, cujo principal poder é nomear o Líder Supremo do Irão (Faqih), supervisionar o seu comportamento e destitui-lo caso seja necessário. É um dos órgãos mais reservados do Irão.
A Assembleia dos Peritos é composta por 88 membros eleitos por sufrágio universal para um mandato de oito anos. Todos os membros são clérigos e as candidaturas devem ser previamente aprovadas pelo Conselho dos Guardiães.
As próximas eleições para a Assembleia dos Peritos estão agendadas para Outubro de 2022.
A Assembleia reúne-se habitualmente cada seis meses. O órgão está oficialmente sediado na cidade santa de Qom, mas também reúne em Mashad e Teerão.
Até ao momento a Assembleia só teve que eleger por uma vez o Líder Supremo, optando por designar em Junho de 1988 Ali Khamenei, não tendo até hoje desafiado nenhuma posição deste.
Na composição da Assembleia dominam os sectores conservadores do regime, entre os quais se encontra o seu presidente, Ali Meshkini.